# Попковка
Попко́вка (бел. Папкоўка) — деревня в составе Ректянского сельсовета Горецкого района Могилёвской области Республики Беларусь.

## Население
- 1999 год — 35 человек
- 2010 год — 16 человек